# Springhill (Nova Scotia)
Springhill is een plaats (town) in de Canadese provincie Nova Scotia en telt 3941 inwoners (2006). De oppervlakte bedraagt 11,15 km². In 1958 vond hier een mijnramp plaats die live werd uitgezonden door het CBC.

## Bezienswaardigheid
- Anne Murray Centre, museum over de zangeres

## Geboren
- Anne Murray (1945), zangeres